# Орменан
Ормена́н (фр. Ormenans) — коммуна во Франции, находится в регионе Франш-Конте. Департамент — Верхняя Сона. Входит в состав кантона Монбозон. Округ коммуны — Везуль.
Код INSEE коммуны — 70397.

## География
Коммуна расположена приблизительно в 330 км к юго-востоку от Парижа, в 28 км северо-восточнее Безансона, в 20 км к югу от Везуля.
На западе коммуны протекает река Линот (фр. Linotte).

## Население
Население коммуны на 2010 год составляло 65 человек.
| 1962 | 1968 | 1975 | 1982 | 1990 | 1999 | 2010 |
| ---- | ---- | ---- | ---- | ---- | ---- | ---- |
| 80   | 99   | 78   | 62   | 56   | 51   | 65   |

## Экономика

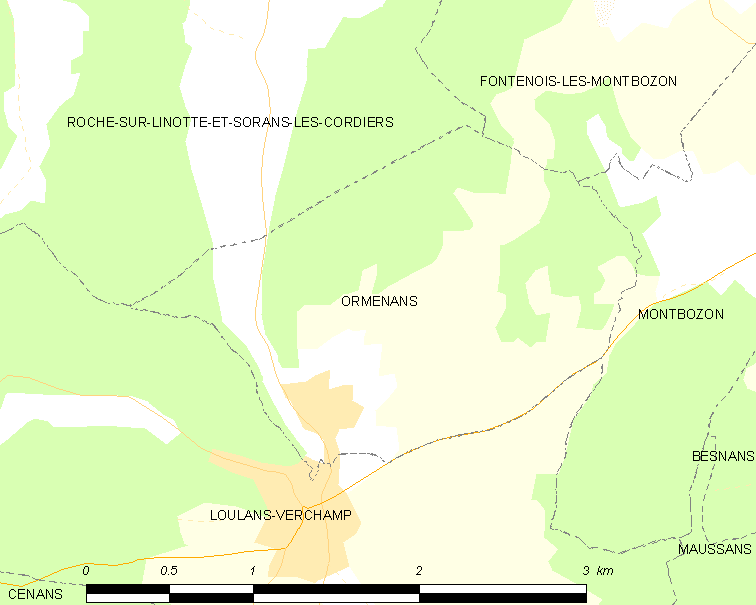
Карта коммуны

В 2010 году среди 36 человек трудоспособного возраста (15—64 лет) 29 были экономически активными, 7 — неактивными (показатель активности — 80,6 %, в 1999 году было 77,1 %). Из 29 активных жителей работали 28 человек (17 мужчин и 11 женщин), безработной была 1 женщина. Среди 7 неактивных 2 человека были учениками или студентами, 4 — пенсионерами, 1 был неактивным по другим причинам.